# 宮様スキー大会
宮様スキー大会国際競技会（みやさまスキーたいかいこくさいきょうぎかい、英International Miyasama Ski Games ）は、毎年3月初旬頃に北海道札幌市で開催される国際スキー連盟（FIS）公認の競技会である。優勝者には皇族からカップが下賜される。ジャンプ、クロスカントリー、アルペン、コンバインド、フリースタイル、バイアスロンが行なわれる。

## 実施競技
- クロスカントリースキー競技
  - 常陸宮妃杯 女子 5km（クラシカル）
  - 常陸宮杯 男子10km（クラシカル）
  - 桂宮牌     女子10km（フリー）
  - 高松宮杯  男子15km（フリー）
- 宮様スキーパレード（歩くスキー）
- スペシャルジャンプ競技 → 歴代優勝者はこちら
  - 寬仁親王牌 男子ノーマルヒル（HS100m)
  - 女子ノーマルヒル（HS100m)
  - 秩父宮杯 男子ラージヒル（HS134m）
  - 女子ラージヒル（HS134m）

- ノルディック複合競技
  - 三笠宮杯 ノーマルヒルジャンプ/10kmクロスカントリー（フリー・グンダーセン）
- アルペンスキー競技
  - 三笠宮妃杯 男子ジャイアントスラローム
  - 秩父宮妃牌 女子ジャイアントスラローム
  - 高円宮杯 男子スラローム
  - 高円宮妃杯 女子スラローム

- フリースタイルスキー競技
  - 彬子女王杯 男子モーグル
  - 瑶子女王杯 女子モーグル

- バイアスロン競技
  - 寛仁親王牌 リレー 一般銃
  - 寛仁親王妃牌 リレー 競技銃
  - 常陸宮杯 個人男子 20km 競技銃
  - 個人女子 15km 競技銃
  - 個人男子 20km 一般銃

## 歴史
北海道でスキーが始められてから20年後になる1928年（昭和3年）に、秩父宮雍仁親王が北海道を訪れた。秩父宮は12日間の日程の8日をスキーにあて、スキー振興のための施設設置案を様々に練り、北海道に適したスポーツとしてスキーを勧めて帰った。ともすれば一部の贅沢な趣味と見られがちだったスキーを鼓舞する言葉に励まされ、現地のスキーヤーは、1930年（昭和5年）に「秩父宮殿下高松宮殿下御来道記念大会」を開催した。これが第1回の宮様スキー大会である。主催は開催の2か月前に結成された札幌スキー連盟であった。
大会開催にあたっては、スキーの一般への普及・一般スキーヤーの参加に重点をおき、第3回までは何週間もかけて日曜日のみ開催という変則的な日程を組んだ。みかん拾い、花火大会といった市民の参加を狙ったプログラムが用意された。
第3回大会からは、大倉喜七郎が秩父宮の勧めで建設した大倉シャンツェ（大倉山ジャンプ競技場）がジャンプ競技の舞台として用意された。1939年（昭和14年）の第10回大会で浅木文雄が出した戦前の大記録79メートルなど、宮様スキー大会は国内のジャンプ競技の最高記録を打ち出す大会として知られるようになった。
第二次世界大戦では、スキーに限らずスポーツ大会の大半が中止になったが、宮様スキー大会は戦技スキーだけ、競技なしという変則的な形式で戦時下1944年（昭和19年）の大会を開いた。
戦後速やかに元の姿を取り戻し、1948年（昭和23年）からは秩父宮がジャンプ競技の優勝者に秩父宮杯、高松宮が長距離（クロスカントリースキー）の優勝者に高松宮杯を授けることになった。宮家からの杯はその後次第に増加した。
1972年（昭和47年）に札幌冬季オリンピックが開催された2年後の1974年（昭和49年）に国際スキー連盟（FIS）公認の競技会に指定され、国際的な大会として定着した。
2016年（平成28年）3月6日、開会の挨拶を終え貴賓室に戻る途中であった寬仁親王の長女、彬子女王から10メートルほど離れた所で大きな破裂音が発生し、男が取り押さえられた。 参加していた彬子女王にけがはなかった。
令和最初の開催の予定だった2020年は新型コロナウイルス感染拡大の懸念により中止された。

## 共催
- 公益財団法人 札幌スキー連盟
- 公益財団法人 北海道スキー連盟
- 公益財団法人 全日本スキー連盟
- 札幌バイアスロン連盟
- 北海道バイアスロン連盟
- 日本バイアスロン連盟
- 北海道スポーツ協会
- 札幌市
- 一般財団法人 札幌市スポーツ協会

## 後援
- 北海道ライフル射撃協会
- 北海道
- 宮様スキー大会後援会
- 北海道新聞社
- 道新スポーツ
- 北海道日刊スポーツ新聞社
- 朝日新聞 北海道支社
- 毎日新聞社 北海道支社
- 読売新聞 北海道支社
- 報知新聞 北海道支社
- NHK札幌放送局
- 北海道放送株式会社
- 札幌テレビ放送株式会社
- 北海道テレビ放送株式会社
- 北海道文化放送株式会社
- 株式会社テレビ北海道
- 加森観光株式会社サッポロテイネ
- サッポロテイネスキー場《2018年(平成30年）後援に記載無し》
- 株式会社札幌振興公社
- 札幌ばんけい株式会社

## 公認
- 国際スキー連盟
- 公益財団法人全日本スキー連盟

## 協力
陸上自衛隊北部方面隊（担当：北部方面混成団）